# Festivalul Internațional de Film de la Istanbul
Festivalul Internațional de Film IKSV din Istanbul este cel mai vechi și mai important festival de film internațional din Turcia. Festivalul se desfășoară anual în mai multe cinematografe din Istanbul. În prezent, evenimentul se desfășoară de la început până la mijlocul lunii aprilie.

## Istoric
Primul Festival Internațional de Film IKSV de la Istanbul a avut loc în 1982 ca „săptămână de film” în cadrul Festivalului Internațional de la Istanbul. Au fost prezentate doar șase filme pe tema „artelor și filmului”. În 1983 festivalul (numit „Istanbul Film Days”) a durat o lună întreagă, dar încă făcea parte din Festivalul Internațional de la Istanbul. 
Festivalul de film a fost un eveniment independent din 1984 și a fost mutat în aprilie. Din 1985 a avut loc o competiție internațională și națională. Din 1989, Istanbul este acreditat ca festival internațional de film cu o competiție specializată de către asociația de producători de film FIAPF. Specializarea se referă la filme despre literatură, teatru, muzică, dans, cinema și arte vizuale. În paralel cu această dezvoltare, Zilele Filmului de la Istanbul și-au primit numele actual: Festivalul Internațional de Film de la Istanbul. 
În 1996, premiile onorifice și premiile au fost acordate de cineaști și actori internaționali și locali. 

## Structuri și competiții
Selecția filmelor și programarea este realizată de un comitet de selecție și un comitet consultativ. În competiția internațională sunt prezentate doar filme care îndeplinesc cerințele de specializare ale FIAPF. Există, de asemenea, o competiție națională, o secțiune panoramică și diverse programe speciale.
Premiul principal al competiției internaționale este lalea de aur pentru cel mai bun film. 

## Câștigătorul premiului Laleaua de Aur
| Jahr | Film                                                           | Regie                             |
| ---- | -------------------------------------------------------------- | --------------------------------- |
| 1985 | 1984                                                           | Michael Radford                   |
| 1986 | Yesterday                                                      | Radoslaw Piwowarski               |
| 1987 | Guard Me, My Talisman (Khrani menya, moj talisman)             | Roman Balayan                     |
| 1988 | Travelling Avant                                               | Jean Charles Tacchella            |
| 1989 | A Film with No Name (Za Sada Bez Dobrog Naslova)               | Srdjan Karanovic                  |
| 1990 | Pomegranate and Cane (Nar O Nay)                               | Saeed Ebrahimifar                 |
| 1991 | Farendj                                                        | Sabine Prenczina                  |
| 1992 | Die Weissagung des Meisters (边走边唱; Bianzou bianchang)      | Chen Kaige                        |
| 1993 | Manila Paloma Blanca                                           | Daniele Segre                     |
| 1994 | Mavi Sürgün (The Blue Exile)                                   | Erden Kıral                       |
| 1995 | Palast des Schweigens (صمت القصور, Samt el qusur)              | Moufida Tlatli                    |
| 1996 | Little sister (Zusje)                                          | Robert Jan Westdijk               |
| 1997 | The King of Masks (变脸, Bian Lian)                            | Wu Tianming                       |
| 1998 | Ayneh (The Mirror)                                             | Jafar Panahi                      |
| 1999 | El Viento se llevó lo qué (Wind with the Gone)                 | Alejandro Agresti                 |
| 2000 | Clouds of May (Mayıs Sıkıntısı)                                | Nuri Bilge Ceylan                 |
| 2001 | Die Unberührbare                                               | Oskar Roehler                     |
| 2002 | Magonia                                                        | Ineke Smits                       |
| 2003 | Tan de repente                                                 | Diego Lerman                      |
| 2004 | Goodbye, Dragon Inn (不散, Bu San)                             | Tsai Ming-liang                   |
| 2005 | Soția lui Gilles (La femme de Gilles) Café Lumière (Kōhi Jikō) | Frédéric Fonteyne Hou Hsiao-Hsien |
| 2006 | A Cock and Bull Story                                          | Michael Winterbottom              |
| 2007 | Reprise                                                        | Joachim Trier                     |
| 2008 | Yumurta – Ei                                                   | Semih Kaplanoğlu                  |
| 2009 | Tony Manero                                                    | Pablo Larraín                     |
| 2010 | Die Beschissenheit der Dinge                                   | Felix Van Groeningen              |
| 2011 | Microphone                                                     | Ahmad Abdalla                     |
| 2012 | The Loneliest Planet                                           | Julia Loktev                      |
| 2013 | What Richard Did                                               | Lenny Abrahamson                  |
| 2014 | Blind                                                          | Eskil Vogt                        |
| 2015 | -                                                              |                                   |
| 2016 | Un monstruo de mil cabezas                                     | Rodrigo Plá                       |
| 2017 | Ornitologeo                                                    | João Pedro Rodrigues              |
| 2018 | Western                                                        | Valeska Grisebach                 |
| 2019 | House of Hummingbird (Beolsae)                                 | Bora Kim                          |